# Potter Peak
Potter Peak är en bergstopp i Antarktis. Den ligger i Västantarktis. Argentina, Chile och Storbritannien gör anspråk på området. Toppen på Potter Peak är 1 503 meter över havet.
Terrängen runt Potter Peak är lite kuperad. Trakten är obefolkad. Det finns inga samhällen i närheten.